# Asseco Prokom Gdynia 2011-2012
Questa voce raccoglie le informazioni riguardanti l'Asseco Prokom Gdynia nelle competizioni ufficiali della stagione 2011-2012.

## Stagione
La stagione 2011-2012 dell'Asseco Prokom Gdynia è la 15ª nel massimo campionato polacco di pallacanestro, la Polska Liga Koszykówki.

## Roster
Aggiornato al 7 gennaio 2023.
| Asseco Prokom Gdynia 2011-12 | Asseco Prokom Gdynia 2011-12 |
| Giocatori                    | Staff tecnico                |
| ---------------------------- | ---------------------------- |

| N. | Naz.                   | Ruolo | Nome                     | Anno | Alt.   | Peso   |  |
| -- | ---------------------- | ----- | ------------------------ | ---- | ------ | ------ |  |
| 5  | Stati Uniti (bandiera) | P     | Oliver Lafayette         | 1984 | 188 cm | 86 kg  |  |
| 6  | Polonia (bandiera)     | G     | Sławomir Sikora          | 1986 | 194 cm | 89 kg  |  |
| 8  | Polonia (bandiera)     | AG    | Robert Witka             | 1981 | 205 cm | 105 kg |  |
| 9  | Polonia (bandiera)     | AP    | Łukasz Seweryn           | 1982 | 196 cm | 90 kg  |  |
| 10 | Stati Uniti (bandiera) | P     | Jerel Blassingame        | 1981 | 178 cm | 77 kg  |  |
| 11 | Lituania (bandiera)    | C     | Donatas Motiejūnas       | 1990 | 213 cm | 101 kg |  |
| 12 | Russia (bandiera)      | AG    | Fëdor Dmitriev           | 1984 | 205 cm | 110 kg |  |
| 14 | Polonia (bandiera)     | AP    | Mateusz Ponitka          | 1993 | 196 cm | 88 kg  |  |
| 15 | Polonia (bandiera)     | AG    | Przemysław Frasunkiewicz | 1979 | 201 cm | 106 kg |  |
| 16 | Polonia (bandiera)     | C     | Adam Łapeta              | 1987 | 217 cm | 120 kg |  |
| 17 | Polonia (bandiera)     | G     | Przemysław Zamojski      | 1986 | 193 cm | 93 kg  |  |
| 20 | Polonia (bandiera)     | AG    | Piotr Szczotka (C)       | 1981 | 200 cm | 101 kg |  |
| 23 | Stati Uniti (bandiera) | GA    | Devin Brown              | 1978 | 196 cm | 100 kg |  |
| 24 | Stati Uniti (bandiera) | G     | Michael Kuebler          | 1982 | 195 cm | 86 kg  |  |
| 33 | Stati Uniti (bandiera) | AP    | Alonzo Gee               | 1987 | 198 cm | 100 kg |  |
| 34 | Polonia (bandiera)     | C     | Adam Hrycaniuk           | 1984 | 206 cm | 103 kg |  |
| 44 | Stati Uniti (bandiera) | P     | Quinton Day              | 1984 | 185 cm | 91 kg  |  |

| Allenatore                                                                                                   |
| - Tomas Pačėsas (fino al 21 febbraio) - Andrzej Adamek (dal 22 febbraio)                                     |
| Assistente/i                                                                                                 |
| - Andrzej Adamek (fino al 21 febbraio) - Roman Tymański Legenda - (C) Capitano - (IN) Inattivo - Infortunato |

## Mercato

### Sessione estiva
| Acquisti | Acquisti           | Acquisti            | Acquisti      | Acquisti |
| R.a      | Nome               | da                  | Modalità      |          |
| -------- | ------------------ | ------------------- | ------------- | -------- |
| G        | Michael Kuebler    | Turów Zgorzelec     | definitivo    |          |
| C        | Donatas Motiejūnas | Pall. Treviso       | prestito      |          |
| AG       | Fëdor Dmitriev     | Kr. Kryl. Samara    | definitivo    |          |
| GA       | Devin Brown        | Chicago Bulls       | definitivo    |          |
| P        | Oliver Lafayette   | Maccabi Ashdod      | definitivo    |          |
| G        | Sławomir Sikora    | Kotwica Kołobrzeg   | fine prestito |          |
| AP       | Alonzo Gee         | Cleveland Cavaliers | definitivo    |          |
| P        | Jerel Blassingame  | Czarni Słupsk       | definitivo    |          |

| Cessioni | Cessioni            | Cessioni         | Cessioni       | Cessioni |
| R.       | Nome                | a                | Modalità       |          |
| -------- | ------------------- | ---------------- | -------------- | -------- |
| A        | Qyntel Woods        | Maccabi Haifa    | fine contratto |          |
| C        | Ratko Varda         | Olimpija Lubiana | fine contratto |          |
| P        | Courtney Eldridge   | Minsk 2006       | fine contratto |          |
| G        | Filip Videnov       | Olin Edirne      | fine contratto |          |
| P        | Daniel Ewing        | Azov. Mariupol'  | fine contratto |          |
| AP       | Ronnie Burrell      | EWE Oldenburg    | fine contratto |          |
| G        | Tommy Adams         |                  | ritirato       |          |
| P        | Krzysztof Szubarga  | Włocławek        | fine contratto |          |
| A        | Mateusz Kostrzewski | Start Gdynia     | fine contratto |          |

### Dopo l'inizio della stagione
| Acquisti | Acquisti        | Acquisti         | Acquisti        | Acquisti   |
| R.       | Nome            | da               | Data            | Modalità   |
| -------- | --------------- | ---------------- | --------------- | ---------- |
| P        | Quinton Day     | Al Sulaibikhat   | 9 febbraio 2012 | definitivo |
| AP       | Mateusz Ponitka | AZS Politechnika | 30 marzo 2012   | definitivo |

| Cessioni | Cessioni         | Cessioni            | Cessioni        | Cessioni    |
| R.       | Nome             | a                   | Data            | Modalità    |
| -------- | ---------------- | ------------------- | --------------- | ----------- |
| GA       | Devin Brown      | Free agent          | 28 ottobre 2011 | rescissione |
| AP       | Alonzo Gee       | Cleveland Cavaliers | 8 novembre 2011 | rescissione |
| P        | Oliver Lafayette | Anadolu Efes        | 14 gennaio 2012 | rescissione |